# Onogastris pauliani
Onogastris pauliani är en insektsart som beskrevs av Lucien Chopard 1952. Onogastris pauliani ingår i släktet Onogastris och familjen Bacillidae. Inga underarter finns listade i Catalogue of Life.